# Armadillo officinalis
Armadillo officinalis är en kräftdjursart som beskrevs av Dumeril 1816. Armadillo officinalis ingår i släktet Armadillo och familjen Armadillidae. Inga underarter finns listade i Catalogue of Life.

## Bildgalleri

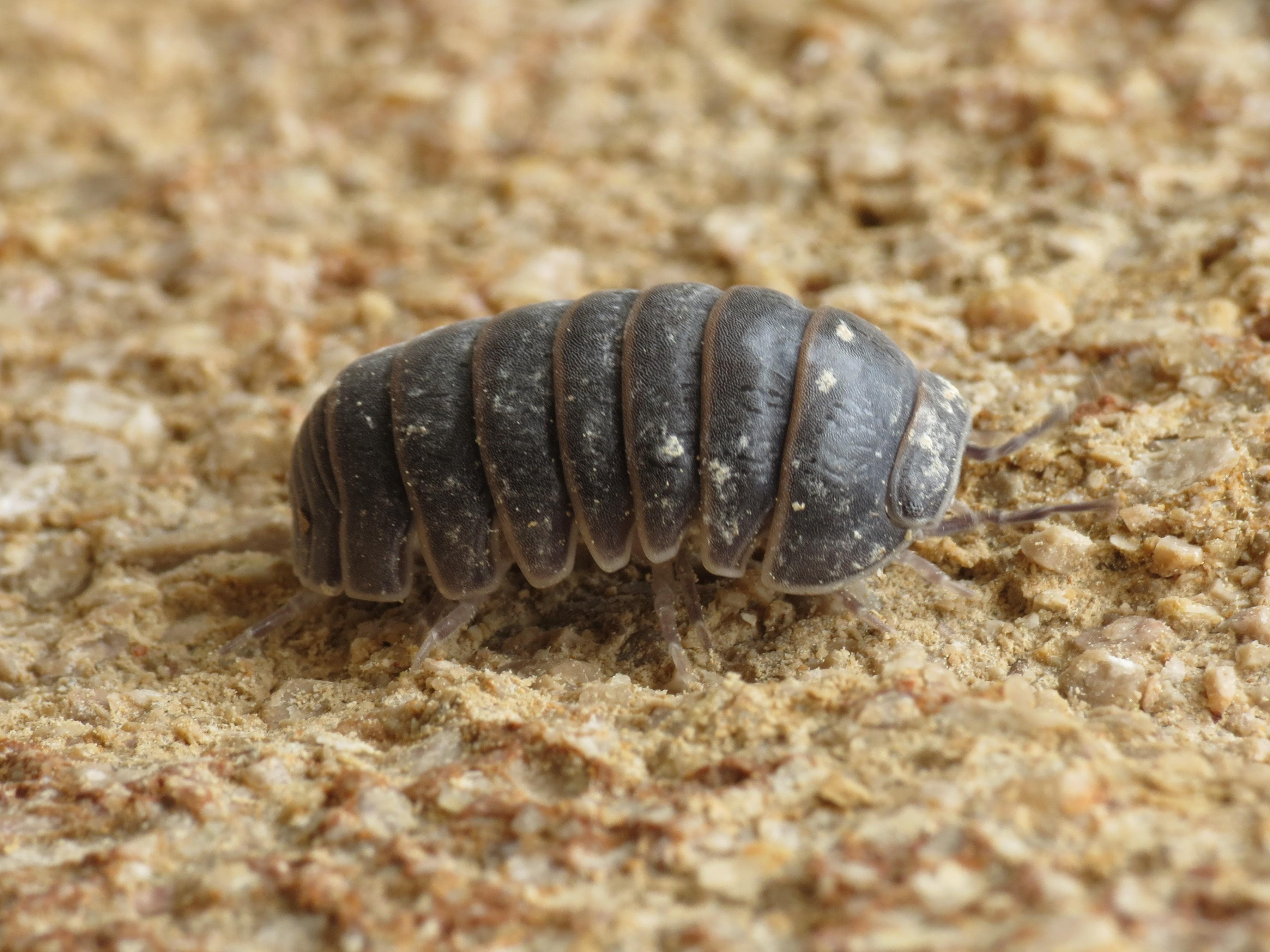
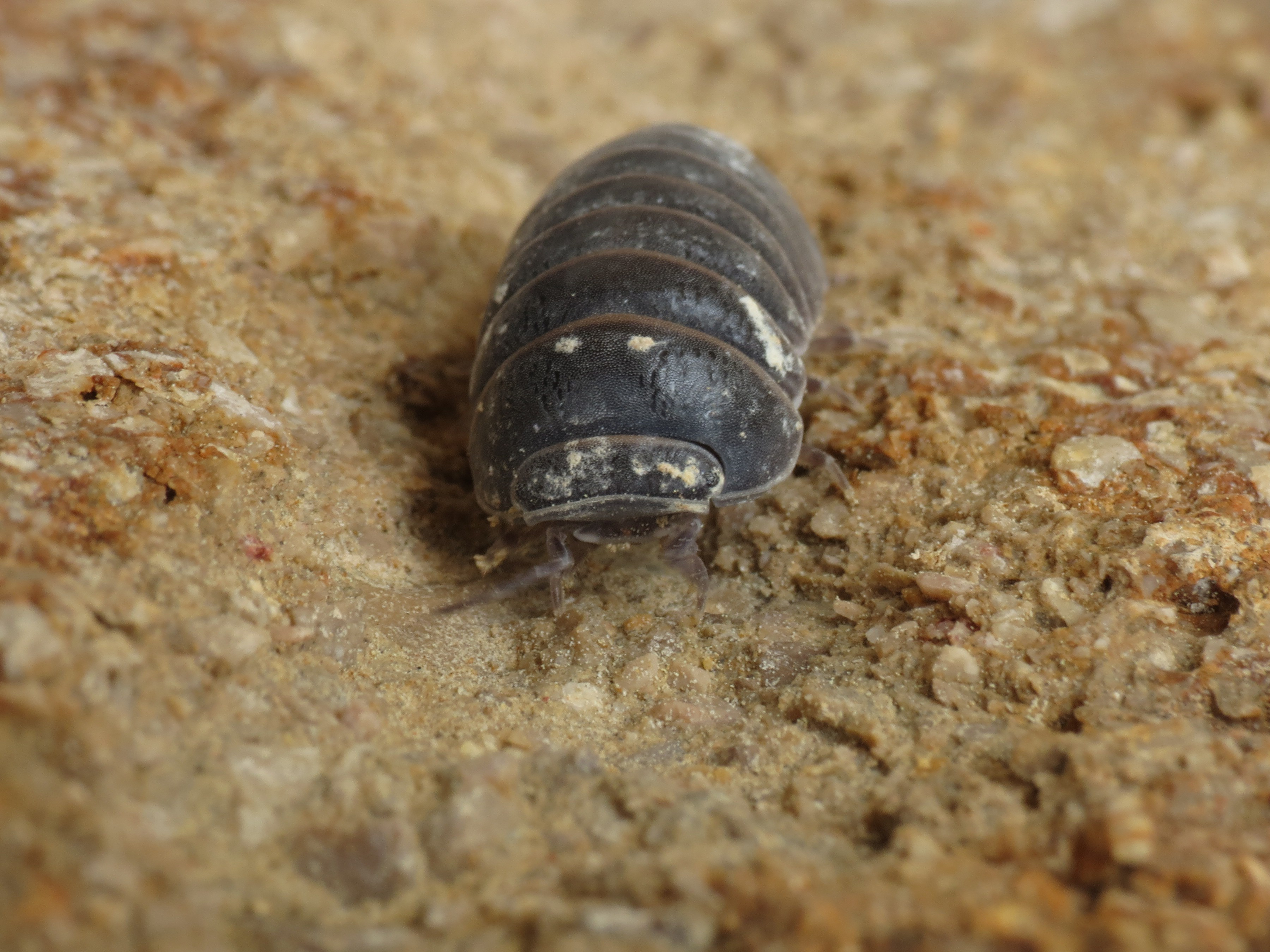
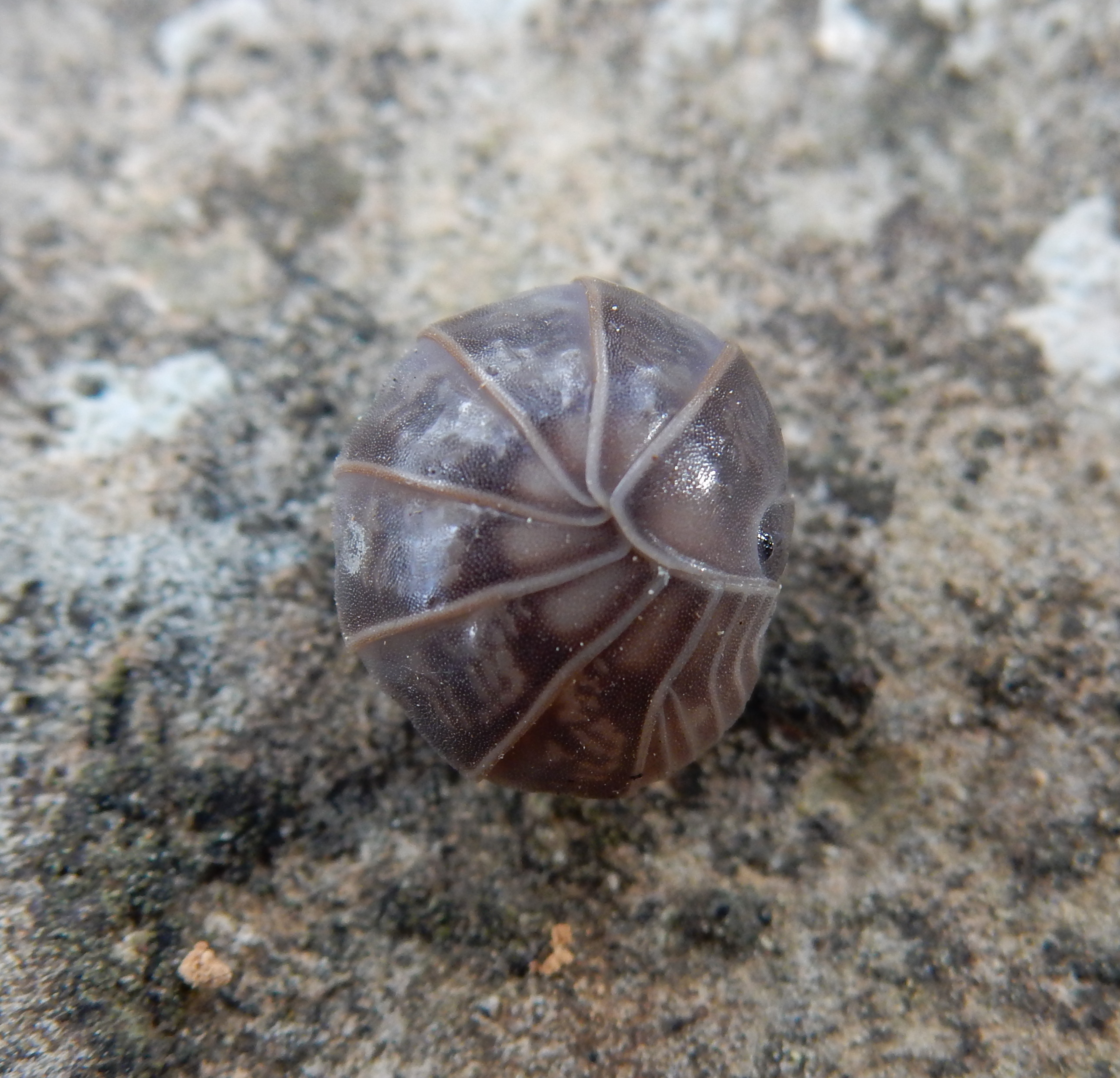
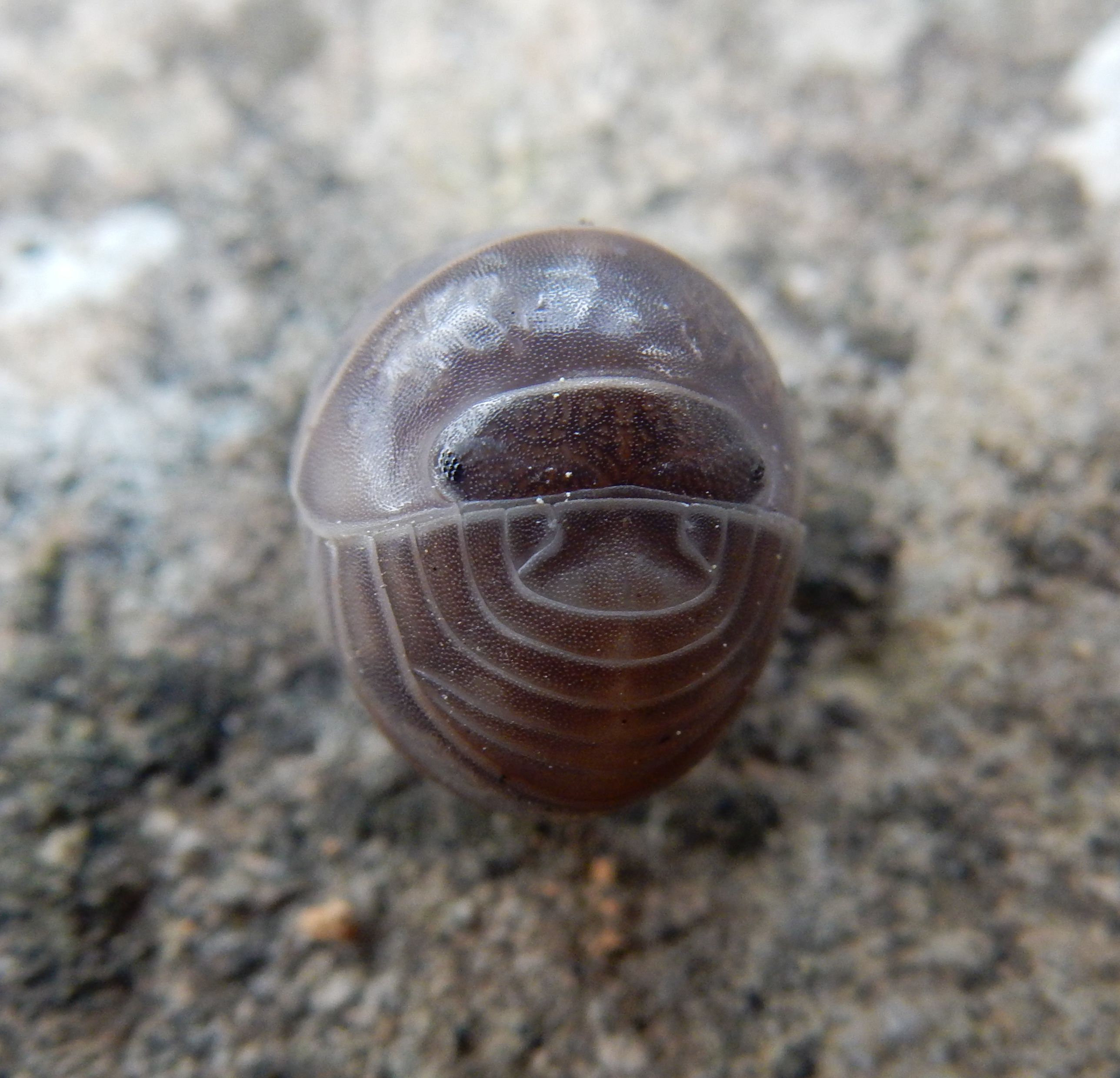